# Église Saint-Léger de Sarlande
Pour les articles homonymes, voir Église Saint-Pierre.
L'église Saint-Léger est une église catholique située à Sarlande, en France.

## Localisation
L'église est située dans le département français de Dordogne, sur la commune de Sarlande.

## Historique
Sous l'ancien régime, la paroisse et la cure de Sarlande dépendait de l'archiprêtré de Saint-Médard-d'Excideuil. Le curé est à la nomination du chapitre de la collégiale de Saint-Yrieix mais la paroisse était à la nomination du chapitre de la cathédrale de Périgueux et dépendait de la châtellenie d'Excideuil,.
Un acte judiciaire de 1755 rappelle : « bulle du pape Anastase IV touchant les bénéfices dépendant du chapitre de Saint-Yrieix en date des 3e des nones de janvier 1153, acte portant reconnaissance faite le 1er mai 1553 au chapitre de Saint-Yrieix du droit de patronage de ladite paroisse de Sarlande par le sieur Dubois curé d'icelle ».
Aux XIe et XIIe siècles, les chanoines de Saint-Yriex ont édifié des églises paroissiales dans les lieux où vivaient environ 200 âmes. L'église de Sarlande a été construite dans l'endroit le plus haut. Le clocher de l'église est une tour puissante permettant la surveillance des chemins d'accès au site.
Au XVIe siècle, une partie du mur gouttereau nord a été reconstruite mais en réduisant son épaisseur. Une inscription sur la frise des chapiteaux du porche porte la date 1553 qui correspond à la consécration de l'église par l'évêque de Périgueux à la suite de travaux de restauration importants.
Le rapport fait à la suite de la visite canonique de l'église de Sarlande, le 27 octobre 1688, indique : « Sanctuaire plancheé et pavé. Les murailhes en mauvais estat. N'y a de soleil. Qu'une chasuble. La nef est assez bien pavée, planchée par le haut. Quatre bancs dans laditte nef. Deux cymetières ouverts. N'y a de maisons ». C'est donc après cette visite que les petites fenêtres romanes ont été remplacées par des fenêtres de style gothique dans la nef. Ces travaux ont altéré la nef romane. Le mur gouttereau nord a été conforté par trois contreforts sur les trois quarts de sa longueur pour bloquer son déversement.
En 1733, une chapelle funéraire dédiée à Notre-Dame de Pitié a été édifiée sur le flanc droit de la nef par Raymond de Beausoleil, seigneur de Sarlande.
En 1986, pendant les travaux de restauration, une poutre horizontale en béton a été réalisée en haut du mur gouttereau nord pour le conforter.

## Protection
Le clocher de l'église est inscrit au titre des monuments historiques par arrêté du 22 août 1949.

## Description

### Clocher fortifié
L' architecture de la tour-clocher fut pensée et donc conçue, dès l'origine, conformément aux critères de la poliorcétique du XIIe siècle. Ce mot savant désigne la technique du siège, aussi bien de la défense que de l'attaque.Les critères de ce parti-pris sont observables sur le clocher de l'église : l'importance monumentale de la haute tour massive du clocher, l'épaisseur des murs, notamment la base du mur diaphragme  ouvert sur la nef, la présence de trois gros trous de boulins, traversant le mur de part en part, sur chaque face, sauf côté nord où seuls deux subsistent, sur une ligne horizontale sous les baies sommitales. Ces trous de boulins spécifiques permettaient d'installer une ceinture de hourds. Pour cela, il convenait d'encastrer des madriers dans les trous prévus à cet effet de façon à ne laisser dépasser du mur qu'une soixantaine de centimètres environ. Un plancher était ensuite posé dessus, sauf près du mur de l'édifice qui devait rester ouvert pour permettre le tir vertical. Un mur de planches, comportant des orifices de tir, était posé sur la partie extérieure. La base était solidement fixée au plancher et le haut, au toit débordant du clocher. Ainsi construite, la ceinture de hourds rendait l'ensemble opérationnel.